# Sociální nauka církve
Sociální nauka křesťanských církví vznikla koncem 19. století v římskokatolické církvi jako odpověď na velké společenské změny, spojené s industrializací a bídou dělnických rodin. Vycházela z přesvědčení, že hospodářství má sloužit člověku a společnosti, a ne naopak. Proto se hospodářství nemůže řídit jen volnou soutěží, jak se domnívali liberálové. Na druhé straně ani zneužívání majetku nemůže být důvodem k revolučnímu zrušení soukromého vlastnictví, jak se domnívali socialisté. Podobné myšlenky se objevily i v protestantských a později i pravoslavných církvích. Někdy se hovoří také o sociální etice nebo etice společnosti.

## Definice
Křesťanská sociální nauka se vymezuje jako „věda o mravním a právním uspořádání společnosti jakožto předpokladu pro sebeuskutečnění člověka“. Zatímco individuální etika se soustřeďuje na odpovědnost jednotlivce vůči jeho společenskému okolí, sociální etika ji doplňuje zkoumání otázky, zda jsou dané společenské instituce spravedlivé. Má tak přispívat k vytváření mravního úsudku o společenské dimenzi, v níž lidé žijí.

## Sociální nauka Římskokatolické církve
Katolická sociální nauka vychází ze základní myšlenky Ordo Socialis , tedy rozumného uspořádání či řádu společenského spolužití. Čím víc se právní i tržní řád těmto principům přiblíží, tím víc bude politická a hospodářská skutečnost odpovídat dosažitelným ideálům sociální i individuální spravedlnosti.
Katolická nauka pracuje se třemi základními principy, které neposkytují přímý návod k jednání, ale určitou základní orientaci:
1. Personalita čili nedotknutelná důstojnost každé lidské osoby
2. Solidarita jako společenská soudržnost, vzájemná pomoc a podpora, a
3. Subsidiarita, která zdůrazňuje vlastní odpovědnost i nižších společenských celků, počínaje rodinou, a vyžaduje i pro ně dostatečný rozhodovací prostor.

V poslední době se vede diskuse o tom, zda mezi ně nepatří i princip udržitelného rozvoje.

### Dokumenty a vývoj nauky
Sociální nauku začali připravovat jednotliví teologové a věřící, zejména v organizování praktické pomoci, a to už před polovinou 19. století. Ve Francii to byl například Félicité Robert de Lamennais, v Německu biskup W. E. von Ketteler nebo organizátor učňovských a tovaryšských spolků Adolph Kolping.
Nové sociální učení se začalo prosazovat s encyklikou papeže Lva XIII. Rerum novarum z roku 1891, a to pod dojmem zjevně negativních následků průmyslové revoluce a urbanizace pro sociální situaci dělníků (tzv. sociální otázka).
Celkový obraz sociální nauky římskokatolické církve doplňují následující papežské sociální encykliky:
1. Rerum novarum 1891
2. Quadragesimo anno 1931
3. Mater et Magistra 1961
4. Pacem in terris 1963
5. Populorum progressio 1967
6. Laborem exercens 1981
7. Sollicitudo rei socialis 1987
8. Centesimus annus 1991
9. Caritas in veritate 2009
10. Laudato si 2015

Papež Pius XII. nevěnoval sice sociální nauce žádnou encykliku, zasáhl ale důležitými rozhodnutími (Návrat k demokracii, 1944) a pronesl mnoho sociálních poselství.
Od konce 19. století se sociálnímu postavení dělníků a zaměstnanců začaly - mimo jiné i pod vlivem křesťanské sociální etiky, katolické i protestantské - věnovat některé evropské vlády a po 2. světové válce se sociální zákonodárství prosadilo ve všech evropských zemích. Těžiště sociálního učení církví se tak posunulo k dalším otázkám, například k sociálním problémům mimoevropských zemí a k otázce světového míru.
Papež Pavel VI. vydal roku 1967 encykliku Populorum progressio ("Pokrok národů"), která dodala sociální nauce světovou, globální dimenzi, roku 1971 vypracoval Apoštolský list Octogesima Adveniens a další kratší vyjádření k sociálním a politickým otázkám. Od roku 1968 také zavedl, že se 1. ledna na Nový rok zároveň se svátkem Panny Marie, Matky Boží slaví světový dne modliteb za mír.
Asi největší pozornost vzbudila tzv. "Mírová encyklika" Pacem in terris papeže Jana XXIII. z roku 1963. Někteří historikové připisují právě Janu XXIII. a jeho nástupci Pavlu VI.zásluhu o to, že nevypukla 3. světová válka. Další významnou osobností byl Jan Pavel II., který vyzvedl požadavek osobní svobody a lidských práv jako součást sociální nauky církve.

## Sociální etika protestantských církví
Sociálním otázkám se věnovali jednotliví teologové a věřící už od poloviny 19. století, zejména v praktické službě. V Anglii to byl například William Booth, zakladatel Armády spásy (1865), v Německu J. H. Wichern, zakladatel "Vnitřní misie", pozdější Diakonie (1848), nebo Theodor Lohmann, který se významně podílel na pruském sociálním zákonodárství.
Ve 20. století to byli významní teologové jako v Německu J. Ch. Blumhardt a ve Švýcarsku Karl Barth nebo Leonhard Ragaz, s výraznými sympatiemi k socialismu.

## Pravoslavné církve
V pravoslavné tradici se otázky sociální spravedlnosti dostaly ke slovu později, ale roku 2000 vydal moskevský synod biskupů dokument "Základ sociálního učení ruské pravoslavné církve".